# Ús medicinal d'animals al Llevant entre els segles X i XVIII

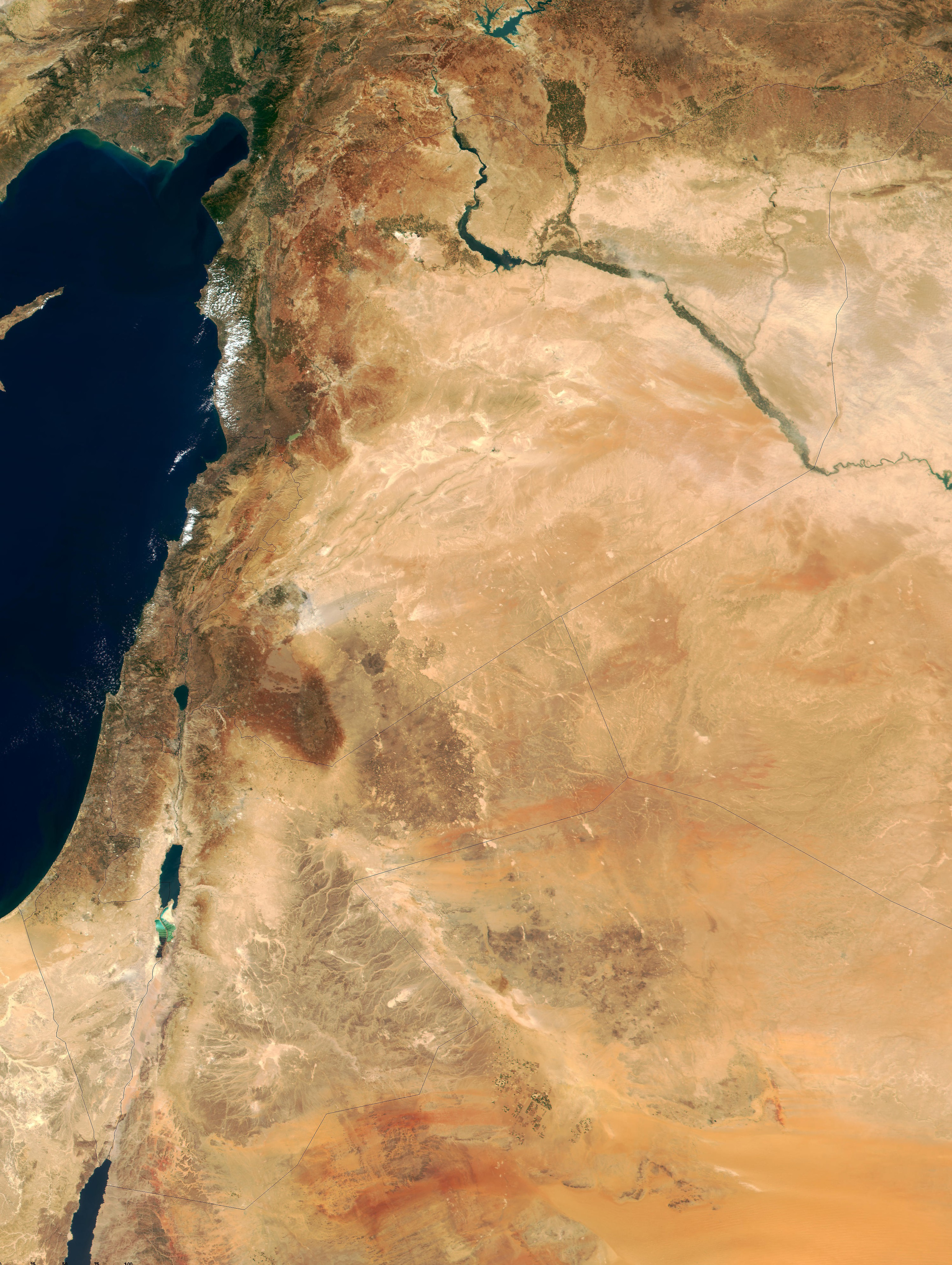
Imatge de satèl·lit del Llevant i les regions veïnes

L'ús medicinal d'animals al Llevant entre els segles x i xviii es refereix a la utilització d'animals i substàncies d'origen animal amb fins medicinals al Llevant, la regió històrica que abasta Israel i parts de Jordània, el Líban i Síria, entre el segle x i el segle xviii (edat mitjana i domini otomà). Estudis exhaustius han identificat 48 animals o substàncies d'origen animal que tenien fins medicinals. Gairebé tots aquests productes es podien trobar a la regió i eren relativament fàcils d'obtenir. La majoria eren substàncies domèstiques (mel, cera, cucs de seda, etc.), mentre que d'altres formaven part de la fauna local (escurçons, sípies, mosquers, cuques de llum, granotes, tritons, escorpins, etc.), es trobaven habitualment a les llars medievals (llet, ous, formatge, xai, etc.) o eren plagues (polls, ratolins, xinxes, etc.). Algunes substàncies, en canvi, eren exòtiques i, per tant, cares i difícils de trobar (testicles de castor, mesc, corall, ambre gris, etc.).
Aquests productes es feien servir per tractar la majoria de malalties i trastorns que es coneixien en aquell temps, principalment hemorroides, cremades, disfunció erèctil, ferides i malalties de la pell, els ulls i l'estómac. Els canvis en la moral predominant en les societats modernes provocaren l'abandonament de l'ús d'alguns animals i substàncies d'origen animal, com ara la mumia, els cucs de seda, les xinxes, els escarabats, els cargols, els escorpins i els tritons.

## Context
Els animals, les seves parts i els seus productes han format part de l'inventari de medicaments de diverses cultures des de temps immemorials. Aquest fenomen es dona en moltes parts del món i els seus orígens es perden en el temps. L'ús de medicaments basats en animals o substàncies d'origen animal es remunta a l'edat antiga. Fou documentat per primera vegada amb la invenció de l'escriptura i es reflecteix en arxius, papirs i altres obres antigues que tracten de medicina. Es tenen dades de la seva utilització en civilitzacions antigues, com ara Egipte i Mesopotàmia, que influïren sobre les societats que sorgiren posteriorment al Llevant. Fonts de l'antic Egipte descriuen els usos mèdics de substàncies derivades dels animals, com ara la llet de vaca, la mel, la sang de sargantana, els òrgans dels bous, el fetge d'oreneta, les extremitats dels ratpenats, l'ambre gris dels catxalots i les glàndules dels cérvols mesquers.
Els arxius de diverses civilitzacions de l'antiga Mesopotàmia, principalment Assíria i Babilònia, contenen descripcions d'oli de peix, cera d'abella, mel, sang de mangosta, cuirasses de tortuga, pell de cabra, tendons de gasela, cérvol i ovella, excrements d'ocell i greix d'animal. A l'antiga Xina es feien servir les glàndules dels cérvols mesquers i nombroses altres substàncies d'origen animal. A l'Índia, la religió hindú ha aprofitat cinc productes bovins com a elements purificadors des de temps molt llunyans.
| Principals fonts històriques sobre l'ús medicinal d'animals al Llevant entre els segles x i xviii | Principals fonts històriques sobre l'ús medicinal d'animals al Llevant entre els segles x i xviii | Principals fonts històriques sobre l'ús medicinal d'animals al Llevant entre els segles x i xviii | Principals fonts històriques sobre l'ús medicinal d'animals al Llevant entre els segles x i xviii |
| Nom                                                                                               | Segle(s)                                                                                          | Descripció | Fonts                                                                                             |
| ------------------------------------------------------------------------------------------------- | ------------------------------------------------------------------------------------------------- | --- | ------------------------------------------------------------------------------------------------- |
| Al-Massudí                                                                                        | Segle x                                                                                           | Geògraf musulmà. Els seus diaris de viatge contenen informació sobre la producció i el comerç de productes medicinals que inclouen substàncies d'origen animal. | [ 15 ]                                                                                            |
| At-Tamimí                                                                                         | Segle x                                                                                           | Metge jerosolimità de qui tan sols es conserva una obra, que ha estat estudiada recentment. Tanmateix, els seus escrits es coneixen indirectament per les citacions que en fan autors posteriors com Maimònides i Ibn al-Baytar. | [ 19 ] [ 20 ]                                                                                     |
| Documents de la guenizà                                                                           | Segle xi                                                                                          | La guenizà del Caire custodia missives privades i comercials i documents jurídics de les comunitats jueves medievals de la Mediterrània oriental. Hi ha diverses cartes de comerciants jueus del segle xi que contenen informació valuosa sobre el comerç i ús de materials medicinals.                                                                       | [ 21 ] [ 22 ] [ 23 ]                                                                              |
| Impostos d'Acre                                                                                   | Segle xiii                                                                                        | Les Assises de Jerusalem inclouen nombrosos documents relacionats amb diversos aspectes del sistema de govern instaurat pels croats al Llevant, entre els quals hi ha una llista de productes comerciats a Acre, el principal centre mercantil del regne croat, i dels impostos que suportaven.                                                               | [ 24 ]                                                                                            |
| Benvingut Gras                                                                                    | Segles xii i xiii                                                                                 | Oftalmòleg franc que, en el seu llibre sobre el tema, atribuí el nom de jerosolimitanes a algunes de les seves prescripcions. | [ 25 ] [ 26 ] [ 27 ]                                                                              |
| Jaume de Vitry                                                                                    | Segles xii i xiii                                                                                 | Bisbe d'Acre que publicà els coneixements adquirits en el decurs dels seus viatges i les seves lectures. El seu llibre conté informació mèdica. | [ 28 ] [ 29 ]                                                                                     |
| Maimònides                                                                                        | Segles xii i xiii                                                                                 | Metge i filòsof de la religió andalusí que exercí principalment a Egipte, on fou el metge personal del soldà. Escrigué nombrosos llibres sobre medicina. | [ 16 ] [ 17 ]                                                                                     |
| Abu-Muhàmmad Abd-Al·lah ibn Àhmad ibn al-Baytar                                                   | Segle xiii                                                                                        | Metge i herbolari andalusí que visità l'Orient Pròxim. Entre centenars de remeis, el seu Llibre recopilatori dels simples en els medicaments i els aliments recull una multitud de substàncies medicinals d'origen animal emprades al Llevant a l'època. | [ 18 ]                                                                                            |
| Xams ad-Din al-Uthmaní                                                                            | Segle xiv                                                                                         | Cadi de la comarca de Safed que escrigué una descripció de la ciutat i la seva rodalia amb informació relativa a substàncies medicinals locals i les seves aplicacions. | [ 30 ]                                                                                            |
| Francesc Suriano                                                                                  | Segles xv i xvi                                                                                   | Comerciant italià que ingressà en l'orde dels franciscans i en fou un servidor al Llevant durant molts anys. Els seus extraordinaris coneixements es conserven en el seu Tractat de Terra Santa i Orient, que inclou dades importants sobre l'agricultura medieval i detalls sobre les substàncies medicinals que es feien servir al Llevant en aquell temps. | [ 31 ]                                                                                            |
| Comerciants italians                                                                              | Segles xiii a xv                                                                                  | Els documents de comerç marítim venecians ofereixen informació sobre les substàncies medicinals exportades d'Acre a Europa pels venecians. Els documents comercials de diversos arxius, majoritàriament italians, aporten dades sobre el comerç d'espècies, productes agrícoles i matèries primeres per a la indústria.                                       | [ 32 ]                                                                                            |
| Lleonard Frescobaldi                                                                              | Segle xiv                                                                                         | Viatger italià que visità el Llevant juntament amb Gucci i Sigoli el 1384. Publicaren un relat dels seus viatges que conté informació sobre l'ús medicinal de plantes i animals. | [ 33 ]                                                                                            |
| Felix Faber                                                                                       | Segle xv                                                                                          | Frare dominic d'origen suís que visità el Llevant. Escrigué una obra important amb tot d'informació sobre la regió, els seus habitants, els seus costums i els béns que es venien als mercats locals. | [ 34 ]                                                                                            |
| Dàwud ibn Úmar al-Antakí                                                                          | Segle xvi                                                                                         | Metge turc esdevingut un escriptor conegut. El seu tractat de medicina compila informació útil sobre la medicina islàmica medieval, les substàncies medicinals i el seu ús al Llevant. | [ 35 ] [ 36 ] [ 37 ]                                                                              |
| Rabí Hayyim Vital                                                                                 | Segles xvi i xvii                                                                                 | Erudit jueu que exercí la medicina a Safed, Jerusalem i Damasc. | [ 38 ] [ 39 ]                                                                                     |
| Rafael Mordokhai Malkí                                                                            | Segle xvii                                                                                        | Metge jueu italià que es mudà a Jerusalem el 1677 i esdevingué el metge de la comunitat jueva de la ciutat santa, així com un dels seus prohoms. | [ 40 ]                                                                                            |
| David de Silva                                                                                    | Segles xvii i xviii                                                                               | Metge i figura preclara de la comunitat jueva de Jerusalem. El seu llibre Perí megadim transmet informació sobre els usos medicinals de la materia medica de l'època a Jerusalem. | [ 41 ]                                                                                            |
| Llistes franciscanes                                                                              | Segle xviii                                                                                       | Una institució mèdica franciscana de Jerusalem era coneguda arreu de la ciutat a l'època medieval i otomana, sobretot per la gran diversitat de medicaments «moderns» que tenia a la seva disposició. Cap al tombant del segle xxi en foren descobertes i estudiades unes llistes del segle xviii que inventarien els medicaments conservats a la farmàcia.   | [ 42 ]                                                                                            |

La literatura mèdica clàssica tampoc no obvia l'ús d'animals com a remeis. Als segles v i iv aC, Hipòcrates feu esment de l'ús de la llet de vaca, els ous de gallina, les banyes de mamífers i les esponges de mar, entre moltes altres substàncies d'origen animal. Un 10% de les substàncies mencionades en De materia medica, obra escrita per Dioscòrides al segle i, són o bé parts d'animals o bé els seus productes.